# Моріц фон Фабер дю Фор
Моріц фон Фабер дю Фор (нім. Moritz von Faber du Faur; 1 вересня 1886, Штутгарт — 4 березня 1971, Грефельфінг) — німецький офіцер французького походження, генерал-лейтенант вермахту.

## Біографія
1 жовтня 1904 року вступив у Вюртемберзьку армію. Учасник Першої світової війни. Після демобілізації армії залишений в рейхсвері. З 19 серпня 1935 року — офіцер для особливих доручень при головнокомандувачі армією. З 1 жовтня 1935 року — військовий аташе німецького посольства в Белграді. З 10 липня 1939 року — знову офіцер для особливих доручень при головнокомандувачі армією.
З 1 по 6 вересня 1939 року — командир 13-ї моторизованої дивізії, після чого відправлений в резерв ОКГ. З 16 вересня 1939 року — комендант 588-ї тилової ділянки. З 16 вересня 1940 року — начальник військової адміністрації Бордо. З 15 січня 1942 року — комендант 593-ї тилової ділянки. 5 жовтня 1942 року знову відправлений в резерв ОКГ. З 1 травня 1943 року — інспектор комплектування в Інсбруку. 25 жовтня 1944 року востаннє відправлений в резерв ОКГ і більше не отримував призначень. 
В квітні 1946 року заарештований французькою владою за звинуваченням у скоєнні воєнних злочинів. В 1949 році виправданий і 1 червня звільнений.

## Звання
- Однорічний доброволець (1 жовтня 1904)
- Єфрейтор (21 грудня 1904)
- Фенріх (22 квітня 1905)
- Лейтенант (27 січня 1906)
- Оберлейтенант (19 липня 1913)
- Ротмістр (27 січня 1915)
- Майор (1 червня 1927)
- Оберстлейтенант (1 листопада 1931)
- Оберст (1 квітня 1934)
- Генерал-майор (1 квітня 1937)
- Генерал-лейтенант (1 квітня 1939)

## Нагороди
- Залізний хрест 2-го і 1-го класу
- Орден «За військові заслуги» (Вюртемберг), лицарський хрест
- Орден Альберта (Саксонія), лицарський хрест 1-го класу з мечами
- Орден Фрідріха (Вюртемберг), лицарський хрест 1-го класу з мечами
- Ганзейський Хрест (Гамбург)
- Орден Грифа, лицарський хрест
- Орден Святого Йоанна (Бранденбург), почесний лицар
- Почесний хрест ветерана війни з мечами
- Медаль «За вислугу років у Вермахті» 4-го, 3-го, 2-го і 1-го класу (25 років)